# 10,000 Maniacs
10,000 Maniacs és un grup de rock alternatiu que es va fundar el 1981. Han publicat nou àlbums d'estudi, sis EPs, i cinc àlbums en directe. La seva millor època d'èxit va ser entre 1987 i 1993, quan van publicar quatre àlbums que van entrar al top 50 als Estats Units: In My Tribe (1987), Blind Man's Zoo (1989), Our Time in Eden (1992) i el disc en directe MTV Unplugged (1993). Després de gravar-lo però abans de publicar-se MTV Unplugged, la cantant solista original i compositora Natalie Merchant va plegar del grup per seguir una carrera en solitari, mentre que els altres membres van continuar.